# ゲオルギー・プレハーノフ

ゲオルギー・プレハーノフ

ゲオルギー・ヴァレンチノヴィチ・プレハーノフ（ロシア語: Георгий Валентинович Плеханов, ラテン文字転写: Georgij Valentinovich Plekhanov, 1856年12月11日（ユリウス暦11月29日） - 1918年5月30日（ユリウス暦5月17日））は、ロシアの社会主義者。ロシア・マルクス主義の父と称される。生涯に渡ってヴォルギン、ウシャコフ、カメンスキー、ベルトフ、ヴァレンティノフ（同年代のジャーナリスト・ニコライ・ヴァレンティノフは別人）などおびただしい偽名を用いていた。

## 生涯
タンボフ州グダロフカ（Gudalovka）のタタールの世襲貴族の家に生まれ、陸軍士官学校、鉱山学校に学ぶ。

### 土地と自由、土地総割替派
1875年19歳でから革命運動に投じた。ニコライ・チェルヌイシェフスキーの影響を受けた。
その後、農民蜂起を通じて専制政治の打倒を目ざした、ナロードニキの秘密結社土地と自由の指導者の一人となった。
その後バクーニン派組織で活動した。1879年に土地と自由が分裂した際は人民の意志に反対する土地総割替派の指導者となる。

### マルクス主義者
1880年に国外に亡命後、ジュネーヴに居住した。ナロードニキからマルクス主義者となり、第一インターナショナル運動を知り、1882年にマルクスとエンゲルスの『共産党宣言』をロシア語に訳して公刊した。その後マルクス主義の有力な宣伝者となった。

### 労働解放団
1883年秋、土地総割替派の同志だったヴェーラ・ザスーリチ、パーヴェル・アクセリロード、レフ・ドイチュなどとジュネーヴにおいて労働解放団を組織し、ロシア帝国最初のマルクス主義団体となった。マルクス主義文献を翻訳して故国に働きかけた。プレハーノフは当時ロシア知識人で絶大な威信をもった。
プレハーノフは1885年の「われわれの異端」で、ピョートル・トカチェフ、バクーニンら人民主義者を批判し、ロシアに特殊な農村組織形態を革命後の社会の枠組みとして当てにすることは危険なユートピアだとし、革命の前提条件を満たさない革命は、「共産主義の色に塗り直されたツァーリ政治風の専制主義」という「政治的怪物」になるだろうと述べた。歴史学者のカレール・ダンコースはのちのソビエト連邦を予見する警告だったと指摘する。
1889年の第二インターナショナルの創立に参加し、1900年レーニンらとともに《イスクラ》紙の編集をした。
1889年から1894年までスイスを追放され、フランスへ移った。五年後、国外退去となり、ロンドン、その後スイスに戻る。

### メンシェヴィキ
1903年、ロシア社会民主労働党の第2回大会後まもなく、メンシェヴィキに与した。1904年に日露戦争が勃発すると、同年8月の第二インターナショナルアムステルダム大会の開会式でロシアと交戦中の日本代表の片山潜と握手し、帝国主義の枠に捉われない労働者の反戦を訴えた。
ロシア第一革命（1905－07年）では自由主義者との同盟を要求し、武力蜂起に反対した。革命が挫折した反動期にボリシェヴィキに接近し、メンシェヴィキの解党運動やマッハ主義哲学の流行に対して論争した。
第一次世界大戦中はロシアのドイツに対する戦争に賛成し、1917年のロシアでの二月革命後も態度は変わらず、十月革命にも反対の立場をとる。二月革命直後に連合国側の後押しもあって静養中のサンレーモから帰国し、最初は熱狂的に歓迎されたが、レーニンらの体制に幻滅し、十月革命からわずか3日後の旧暦10月28日（新暦11月10日）、「ペトログラードの労働者への公開状」をザスーリチ、レフ・デイチらとともに発表して十月革命を『史上最大の災厄』であり、結果として内戦を引き起こして二月革命の到達点よりもはるか後方に後退するだろう、と批判。結果、その翌日には兵士らに家宅捜索を受け、密に出国した。
翌1918年にフィンランドのテリヨキ（Terijoki、現サンクトペテルブルク近郊のゼレノゴルスク）で結核により死去。ペトログラードのヴォルコフスコエ墓地の、ベリンスキーの墓近くに葬られた。

## 死後
ボリシェヴィキ政権は、彼の死後には初期の論文のみを出版し、プレハーノフ記念ロシア経済アカデミーおよびG・V・プレハーノフ・サンクトペテルブルク国立鉱山大学に彼の名を付けるなど政治的に利用した。
プレハーノフの晩年のレーニン批判がロシアで出版されたのはソ連崩壊後であり、以降再評価が進められた。

## 業績と影響
プレハーノフの政治活動は、当時のロシア左翼で支配していたナロードニキ思想への批判から始まった。ロシアで起こっていた社会構造の変化を見守り、農村共同体は崩壊し、革命の担い手となることができないことを知る。ロシアは社会主義に進み始める前に、資本主義的発展を経過しなければならない、来るべき革命はブルジョア革命である、と考えた。したがってロシアで生まれ始めた労働階級は、帝政から政治権利と自由を奪い取ることを目的とするべきである。『社会主義と政治的闘争』（1883年、ロシア語: Социализм и политическая борьба）『我々の意見の相違』（1885年、ロシア語: Наши разногласия）はナロードニキを批判し、労働階級の革命での役割を論証したものである。
プレハーノフは、ヨーロッパでのマルクス主義哲学の最初の解説者であり、弁証法的唯物論を時代の哲学に対決させるという例のない仕事をおこなった。『一元論的史観の発展の問題』（1895年、ロシア語: К вопросу о развитии монистического взгляда на историю）はその方面での最高傑作であり、それを読んだレーニンはただちにペテルブルクの仲間に激賞して薦めている。その後も「プレハーノフが哲学について書いたものを全部研究しないで、知的で真正なマルクス主義者になることはできない」とプレハーノフの哲学における権威を認めている。文学や美術の批評として書いたものは、アントニオ・ラブリオーラやフランツ・メーリングに匹敵する。
1890年代の後半にはベルンシュタインなどの修正主義者に対して、正統マルクス主義を擁護するために論争に加わった。この論争でのプレハーノフは、修正主義への非妥協性においてローザ・ルクセンブルクと並んで印象的であり、後のボリシェヴィキたちの模範となったともいえる。さらにロシア国内での合法マルクス主義、経済主義などの、マルクスの教義から革命性を取り除こうとする傾向への精力的な敵でもあった。第2回党大会での「革命の利益は最高の法則である」（ラテン語: Salus revolutiae suprema lex）という公言は、プレハーノフによってなされた。
日露戦争の時は「国際社会民主主義は、国際戦争に反対する抗争に立ち上がらなければならない」としてロシアの敵国日本の社会主義者片山潜と握手までしたが、1914年の大戦勃発時にレーニンやルクセンブルクが「戦争を内乱に転化する」べきであるとしたのに対して、中央同盟国のドイツ社会民主党やオーストリア社会民主党の論客たちをプロイセン的な軍国主義と否定し、ブルジョア民主主義である協商国の帝政ロシア及び臨時政府を支持して社会排外主義を主張し、党内派閥統一を率いた。プレハーノフはナロードニキ批判のころからの「農民は革命の主体ではありえない」という確信に忠実であり、かつての弟子であるレーニンがブルジョア革命ではなく、農民と同盟して革命を起こしたことに対してナロードニキ的だと非難したのは当然であった(しかし、ボリシェヴィキが支持を集めたのは都市部でモスクワでは50.1％、ペトログラードでは45.3％だった)。ドミトリー・ヴォルコゴーノフは、プレハーノフは「"結社の親方"、つまり彼がレーニンとともに生み出した党の指導者としてではなく、ボリシェヴィキの災厄を予言した人物として歴史書入りした」と評している。

## 著作
- Социализм и политическая борьба, 1883
  - 『社会主義と政治的闘争』
- Анархизм и социализм, 1894 
  - 『無政府主義と社会主義 Anarchismus und Socialismus』
- К вопросу о развитии монистического взгляда на историю, 1895
  - 『一元論的史観の発展の問題』
- О материалистическом понимании истории, 1896
  - 『唯物論の歴史について Beiträge zur Geschichte des Materialismus』
- К вопросу о роли личности в истории, 1898
  - 『歴史における個人の役割』
- Основные вопросы марксизма, 1908
  - 『マルクス主義の根本問題』
- Art and Social Life, 1912–1913
  - 『芸術と社会生活』